# Billet mrk.
Billet mrk. er en spillefilm om ægteskabssvindel fra 1946 instrueret af John Price efter manuskript af Fleming Lynge.

## Handling
Marie Jantzen, en dygtig og energisk kvinde i begyndelsen af 40'erne, er indehaverske af et velfungerende strygeri. Takket være sparsommelighed er det lykkedes hende at erhverve en solid bankkonto og en god livsforsikring. Men hun føler sig alligevel snydt af livet. Arbejdet har ikke levnet hende tid til at nyde livet, og som de fleste kvinder længes hun efter at få en mand og et hjem. En dag lader Marie sig friste af en ægteskabsannonce og indlægger billet, og det er sådan, hun kommer i forbindelse med Georg Tingbo.

## Medvirkende
- Ellen Gottschalch
- Gunnar Lauring
- Erni Arneson
- Petrine Sonne
- Lise Thomsen
- Jakob Nielsen
- Lily Weiding
- Thorkild Roose
- Charles Wilken
- Tove Maës
- Henny Lindorff
- Eik Koch
- Ingeborg Pehrson